# Moghazni
Pour l’article homonyme, voir Mokhazni.

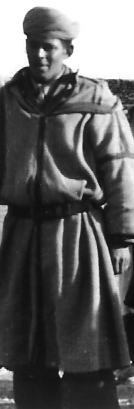
Un moghazni dans une SAS en 1960.

Les moghaznis (de l'arabe : مخزني, litt. « du makhzen »), étaient des supplétifs des sections administratives spécialisées (SAS) et des sections administratives urbaines (SAU) de l'armée française durant la guerre d'Algérie.
Au nombre de 20 000 environ (on en dénombre 19 700 en octobre 1961), les moghaznis étaient chargés de la protection des SAS et de la population.
À partir de 1955, 700 SAS sont créées et complétées par 30 SAU, protégées par un maghzen de 25 à 50 moghaznis, sous contrats civils semestriels relevant du ministère des affaires algériennes. Engagés sur la base de contrats de six mois renouvelables, les moghaznis disposaient des mêmes avantages sociaux que les gardes des groupes mobiles de sécurité (GMS).
Par leurs missions civiles, les moghaznis se distinguent des autres groupes de supplétifs aux missions purement militaires. Toutefois, ces formations supplétives civiles sont aussi « appelées à participer à des opérations de maintien de l'ordre et de pacification ».